# Mezilesí (Čížkrajice)
Mezilesí (do roku 1950 Trutmaň a v letech 1950–1975 Mezilesí u Trhových Svin, německy Trautmanns) je vesnice, část obce Čížkrajice v okrese České Budějovice v Jihočeském kraji. Nachází se asi 0,9 kilometru severovýchodně od Čížkrajic. Je zde evidováno 32 adres. V roce 2011 zde trvale žilo padesát obyvatel.

## Historie
První písemná zmínka o vesnici pochází z roku 1327. V roce 1938 zde žilo 142 obyvatel. V letech 1938 až 1945 byla ves v důsledku uzavření Mnichovské dohody přičleněna k nacistickému Německu.

## Obyvatelstvo
| Rok            | 1869 | 1880 | 1890 | 1900 | 1910 | 1921 | 1930 | 1950 | 1961 | 1970 | 1980 | 1991 | 2001 | 2011 | 2021 |
| -------------- | ---- | ---- | ---- | ---- | ---- | ---- | ---- | ---- | ---- | ---- | ---- | ---- | ---- | ---- | ---- |
| Počet obyvatel | 170  | 181  | 179  | 155  | 173  | 148  | 142  | 98   | 102  | 84   | 75   | 53   | 50   | 50   | 50   |
| Počet domů     | 38   | 38   | 37   | 36   | 39   | 38   | 40   | 35   | 35   | 24   | 19   | 23   | 27   | 27   | 28   |

## Obecní správa
Při sčítání lidu v letech 1850–1924 Mezilesí bylo osadou obce Pěčín v okrese České Budějovice (v letech 1850–1910 Budějovice). V letech 1924–1960 byl samostatnou obcí, se kterým patřilo nejprve do okresu České Budějovice, ale v roce 1950 v okrese Trhové Sviny. Od 12. června 1960 do 31. prosince 1975 byl částí obce Čížkrajice v okrese České Budějovice. Od 1. ledna 1976 do 31. prosince 1993 byl částí města Trhové Sviny v okrese České Budějovice. Od 1. ledna 1994 je opět částí obce Čížkrajice v okrese České Budějovice.